# Perizoma nigrifasciata
Perizoma nigrifasciata är en fjärilsart som beskrevs av W. Warren 1905. Perizoma nigrifasciata ingår i släktet Perizoma och familjen mätare. Inga underarter finns listade i Catalogue of Life.